# Brian Godding
Brian Godding (19. srpna 1945 – 26. listopadu 2023) byl velšský kytarista. Narodil se v Monmouthu, ale velkou část svého života prožil v Londýně. V roce 1967 zde také založil skupinu Blossom Toes, která se po vydání dvou alb rozpadla v roce 1969. Později působil ve skupinách B. B. Blunder a Solid Gold Cadillac a byl členem uskupení Centipede. Krátce také spolupracoval s francouzskou progresivní rockovou skupinou Magma, se kterou nahrál album Köhntarkösz (1974). Během své kariéry spolupracoval s mnoha dalšími hudebníky, mezi které patří například Reg King, Kevin Coyne, Mike Westbrook nebo zpěvačka Julie Driscollová. V roce 1988 vydal sólové album Slaughter on Shaftesbury Avenue.